# Isard pirinenc

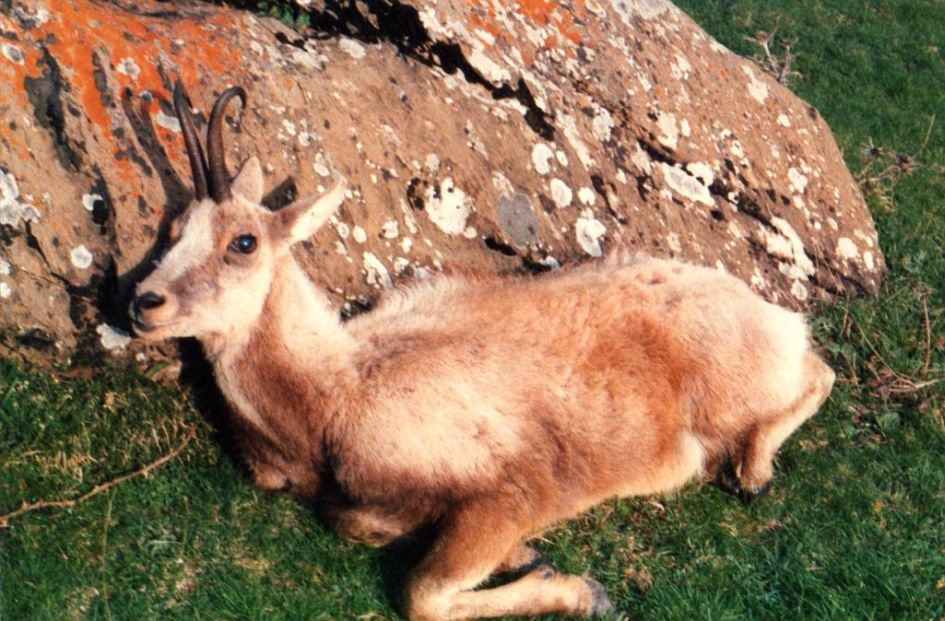
Isard (conegut com a sarrio a l'Aragó). Jacetània. Pirineu d'Osca

L'isard (Rupicapra pyrenaica) és un bòvid que viu als Pirineus i a altres dues serralades del sud d'Europa: els Apenins i la Serralada Cantàbrica. De vegades se l'anomena isard pirinenc per distingir-lo de l'isard alpí (R. rupicapra), un parent proper que ocupa altres muntanyes d’Europa.
En aragonès li diuen sarrio, chizardo, ixarzo o ixarso, en asturià: robecu, robezu, en castellà: rebeco, en èuscar: Pirinioetako sarrio, en occità aranès i occità general: isard, sarri, craba per la femella, en francès: chamois des Pyrénées, isard, i en italià: camoscio, camoscio pirenaico o camoscio dei Pirenei),
Estudis genètics recents justifiquen la separació del gènere Rupicapra en dues espècies: R. pyrenaica i  R. rupicapra, encara que aquest no és un criteri que hagi estat adoptat encara per tota la comunitat científica internacional. Hi ha discrepàncies sobre la data en què ambdues espècies van divergir (entre 40.000 i 280.000 anys). No obstant això, totes les dates proposades coincideixen amb el període interglacial de la Glaciació de Riss-Glaciació de Würm.

## Descripció
És un mamífer artiodàctil remugant de la família dels bòvids, de la subfamília dels caprins. Amb una alçada a la creu al voltant de 70-80 cm i un pes d’uns 20-30 kg, és menor i més esvelt que altres cabres, com la cabra salvatge ibèrica (Capra pyrenaica ) i també una mica més petit que l’isard alpí.
Encara que existeix un lleuger dimorfisme sexual, no és fàcil diferenciar, de lluny, als mascles de les femelles: Ambdós sexes posseeixen banyes, amb forma de ganxo, sent les dels mascles més gruixudes i amb el ganxo més tancat. El pit i el coll són més amples en els mascles que solen ser una mica més pesants que les femelles.
El cap i la gola són clars, però una franja fosca cobreix els ulls a manera d'antifaç. El color del cos en l’isard pirinenc (sobretot en els mascles adults en l’època de zel) presenta zones més clares i més fosques. Destaca una franja al coll de color més fosc, com si portés una bufanda.
L’isard es mou amb gran agilitat pels terrenys rocosos, gràcies a les seves peülles molt ben adaptades que presenten molta mobilitat entre les dues ungles i una sola còrnia bastant elàstica i adherent (com si fos una sola de cautxú). També tenen una membrana interdigital que moltes vegades s'ha descrit com una mena de «raquetes naturals» i sembla que donaria als isards un cert avantatge en terrenys nevats sobre les cabres salvatges.

## Distribució
L'àrea de distribució de l’espècie es divideix en tres nuclis de població, aïllats entre si, a les muntanyes del sud-oest d'Europa, als quals s'ha donat categoria de subespècie: a la península Ibèrica, R. p. pyrenaica ocupa els Pirineus i R. p. parva viu a la Serralada Cantàbrica. Als Apenins podem trobar R. p. ornata, amb una població reduïda i amenaçada (vulnerable) que s'estima en uns 3600 exemplars (a l’any 2021).
A Catalunya es troben isards en estat salvatge en tota la serralada dels Pirineus i Pre-Pirineu. Principalment a Andorra, al Cadí-Moixeró, a l'Alt Urgell, al Pallars Sobirà, a l'Alta Ribagorça, al Pallars Jussà i a la Vall d'Aran, però també arriba a les muntanyes del Ripollès, Berguedà i Solsonès. Pel costat occidental dels Pirineus colonitza totes les valls del Pirineu aragonès i la part més oriental de Navarra. Per la cara nord es troba també àmpliament distribuït als Pirineus francesos.
La població cantàbrica habita sobretot als Picos de Europa. També és abundant a les reserves de Riaño i Mampodre (Lleó) i al parc natural de Somiedo (Astúries). Arriba fins a les muntanyes palentines (Fuentes Carrionas) i a les serres orientals de Galicia (Ancares, Courel, Enciña da Lastra). A principis dels 2000 la seva població estimada era d’uns 15.000 exemplars.

## Subespècies
L’ancestre comú dels tres isards pirinencs devia viure a les muntanyes d’Europa abans de la darrera glaciació. Quan les muntanyes es van cobrir de neu i gel van emigrar cap al sud de les penínsules ibèrica i italiana, cercant indrets de clima més benèvol. A l'acabar la glaciació (i segurament empesos per la pressió humana) van retornar al seu hàbitat natural, fragmentat ara en tres regions diferents.
- R. p. ornata (Apenins)
- R. p. parva (Serralada Cantàbrica)
- R. p. pyrenaïca (Andorra i Pirineus)[4]

L’isard italià (R. p. ornata) es diferencia dels altres per un pelatge lleugerament més clar i unes banyes sensiblement més llargues que la resta d’isards.

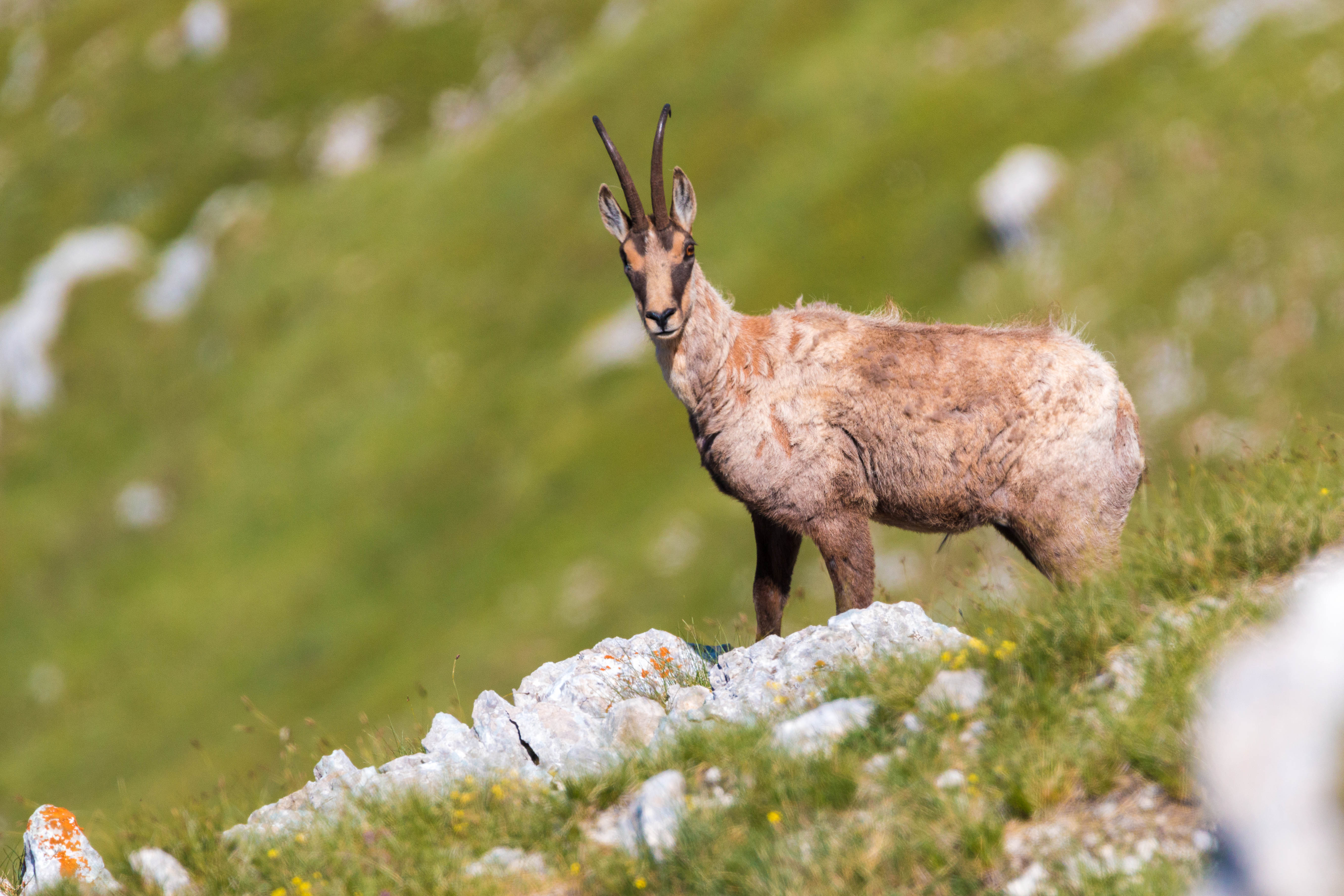
Isard(R. p. ornata) dels Abruços

L’isard dels Picos d’Europa (R. p. parva), és una mica més petit que el pirinenc. Les seves banyes també són les més reduïdes dels tres i el seu pelatge és més clar que l’isard dels Pirineus (R. p. pyrenaica). La subespècie pirinenca és la més abundant, amb una població que podria arribar als 50.000 individus (sumant els de França, Andorra i Espanya).

## Hàbitat

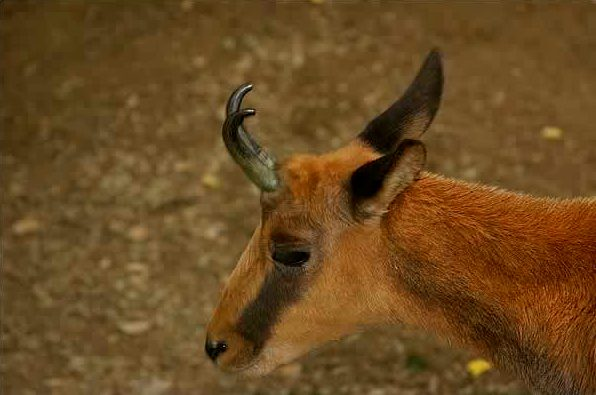
Cap d'un segall (isard jove)

És una espècie típica de muntanyes més o menys altes i ambients rocallosos on es pot desplaçar amb facilitat. Es mou entre el límit superior dels boscos i les pastures supraforestals, ocupant a l'estiu les màximes altituds. A l’hivern baixa cap als fons de les valls cercant indrets menys innivats on poder alimentar-se i compartint els ambients forestals amb altres ungulats. Els pocs individus que es mantenen a l’alta muntanya, prefereixen pendents forts i rocosos on la neu s'acumula menys i es pot accedir a les restes vegetals que hi ha a sota. Viu entre els 1.000 i els 3.000 metres als Pirineus i entre els 400 i els 2.400 m a la Serralada Cantàbrica.

## Biologia

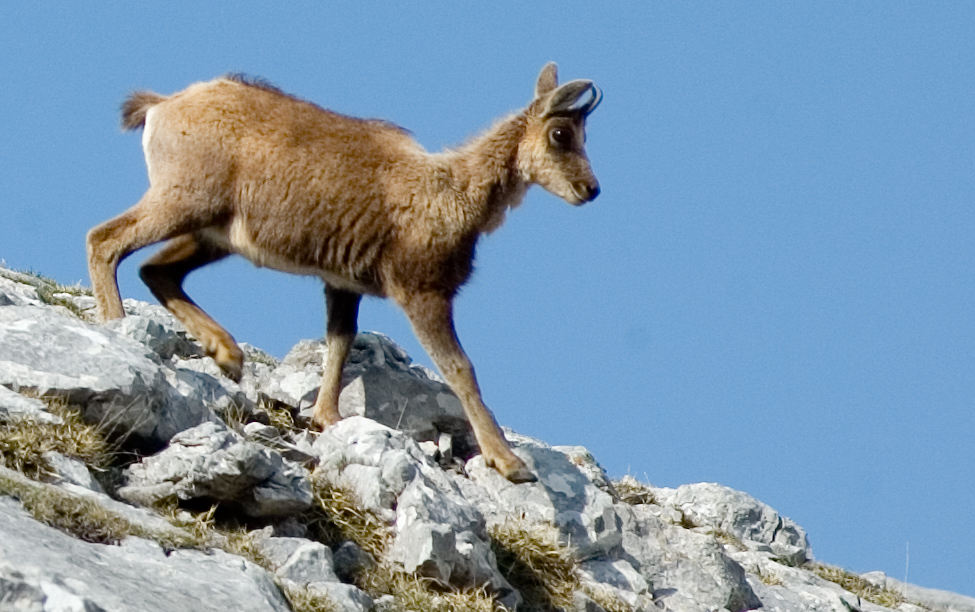
Cria d'isard

És una espècie herbívora que s'alimenta majoritàriament d’espècies herbàcies. En cas de penúria, també pot menjar falgueres, escorça d’arbres o fulles de caducifolis o, fins i tot, de pins. L’isard és una espècie de costums diürns, encara que al migdia (quan fa calor) sol decréixer la seva activitat, que és major durant el matí i a últimes hores de la tarda.
No és fàcil acostar-se a un grup d’isards: La seva vista, l'oïda i, sobretot, l'olfacte són excel·lents. Quan detecten a una persona marxen corrent. Els animals que viuen en espais naturals protegits, però, solen aturar-se aviat per satisfer la seva curiositat, observant des d’una distància prudencial als intrusos. En aquestes circumstàncies podem sentir molt fàcilment el seu bufit, la veu més característica dels isards. En moments de gran excitació o de perill imminent poden emetre un fort bel (com una cabra).
Els mascles adults durant una bona part de l’any són solitaris i no es barregen amb els ramats. En canvi les femelles s'agrupen en ramats amb els cabrits (cries del primer any) i els segalls (que ja han passat un hivern) i tenen unes petites banyes que no superen la longitud de l'orella.
Els isards ibèrics entren en zel entre octubre i novembre. Durant aquest temps, els mascles dominants segueixen als grups de femelles i s'uneixen a elles, defensant els seus harems davant de l’arribada d'altres mascles rivals.
Habitualment, el mascles dominants imposen la seva presència desafiant, perseguint als altres mascles que gosen acostar-se al seu grup de femelles. Sol ser en aquest moment quan les cries masculines de l’any anterior (els segalls) abandonen a les seves mares. Rarament, quan les postures desafiants i les persecucions no son suficients, poden arribar a barallar-se amb les banyes. Aquests enfrontaments són excepcionals.
La gestació dura al voltant de 23 a 25 setmanes. A finals de maig o principis de juny neix una sola cria. 

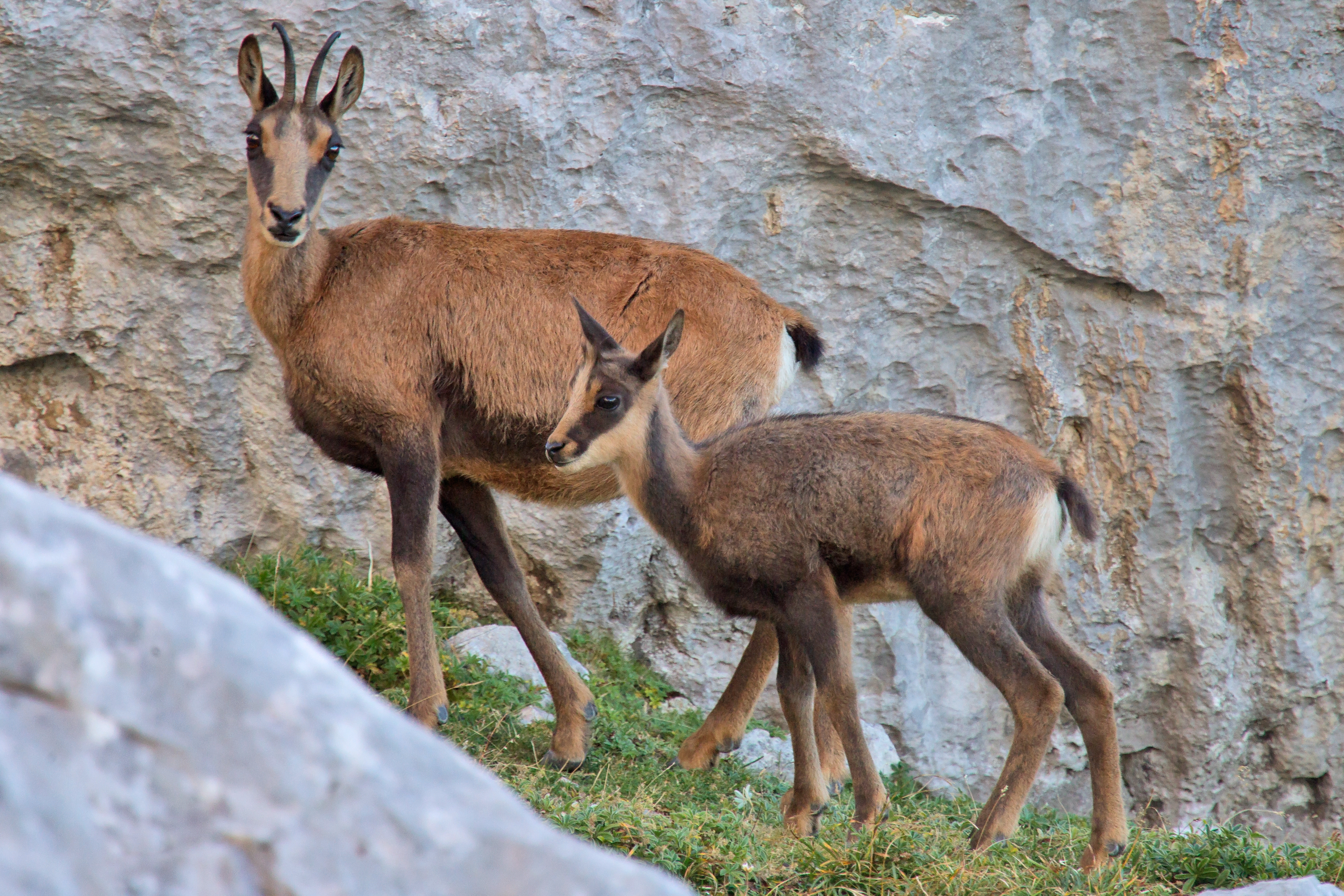
Isard d'Astúries: una femella amb un cabrit

Els isards arriben a la maduresa sexual als 2 anys. Els mascles però, no podran expressar la seva sexualitat fins que siguin més grans i seran bandejats expeditivament del ramat familiar. No és estrany trobar petits grups de mascles joves que pasturen plegats per la muntanya.
L’edat dels isards es pot determinar amb certa facilitat comptant els anells de creixement que apareixen a les banyes (que són permanents i no cauen mai). L'esperança de vida d'aquests animals és d'uns 20 anys.

## Depredadors
És una espècie cinegètica que va estar a punt de desaparèixer dels Pirineus degut a la forta persecució per part de l’home. La seva població va quedar reduïda, als anys 60, a pocs centenars d’exemplars distribuïts pels sectors més inaccessibles dels Pirineus. La creació de les Reserves nacionals de Caça i la declaració del Parc Nacional d’Aigüestortes i Estany de Sant Maurici va afavorir la seva recuperació i que s'hagin regenerat les seves poblacions.
Només els grans depredadors, el llop, l'os bru i l'àguila reial, i en menor mesura la guineu, depreden sobre els individus més dèbils, mantenint així la salut de les poblacions. En absència dels grans depredadors, als Pirineus, les poblacions creixen de manera descontrolada fins que, en moments de superpoblació i manca d'aliment per a tothom, qualsevol malaltia infecciosa pot delmar sensiblement les poblacions d’isard.

## Curiositats
Des de l'any 2014, després de l'adopció de l'euro com a moneda de curs legal a Andorra,l'isard és el protagonista de les monedes d'1, 2 i 5 cèntims d'euro. En aquestes monedes l'isard és retratat en primer pla enmig d'un entorn muntanyós, amb un trencalòs volant en un segon pla (no una àguila real com afirma el web del BCE).

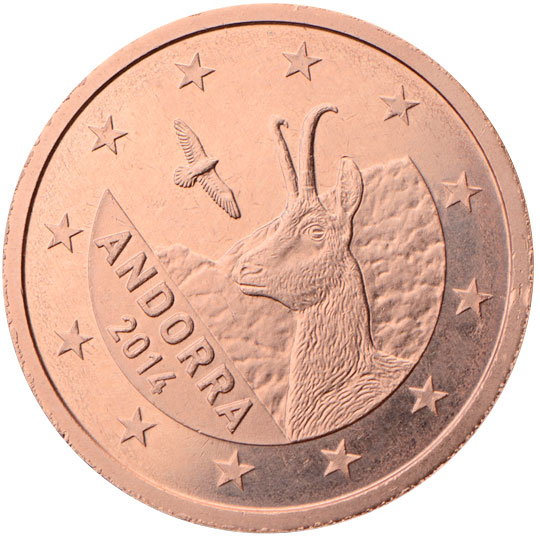
moneda d'Andorra

El rècord de puntuació en un trofeu de mascles d’isard pirinenc és de 113,38 punts, un exemplar caçat a la reserva de l’Alt Pallars-Aran, l’any 1999. En el cas de la subespècie occidental (R.p.parva), la màxima puntuació obtinguda va ser un mascle caçat a Lleó (94,29 punts), l’any 2006. Ambdues subespècies es valoren diferent a l’hora d’atorgar les diferents categories de trofeu (medalles).

La paraula «camussa» (que és un sinònim de l'isard que ve del llatí camox) serveix també per anomenar a la pell adobada de l’isard (o d’algun altre animal semblant): és una pell molt fina i suau, de color groc pál.lid que s'utilitza per a netejar la pols. Per analogia, una camussa pot ser qualsevol drap que es fa servir amb aquesta finalitat.

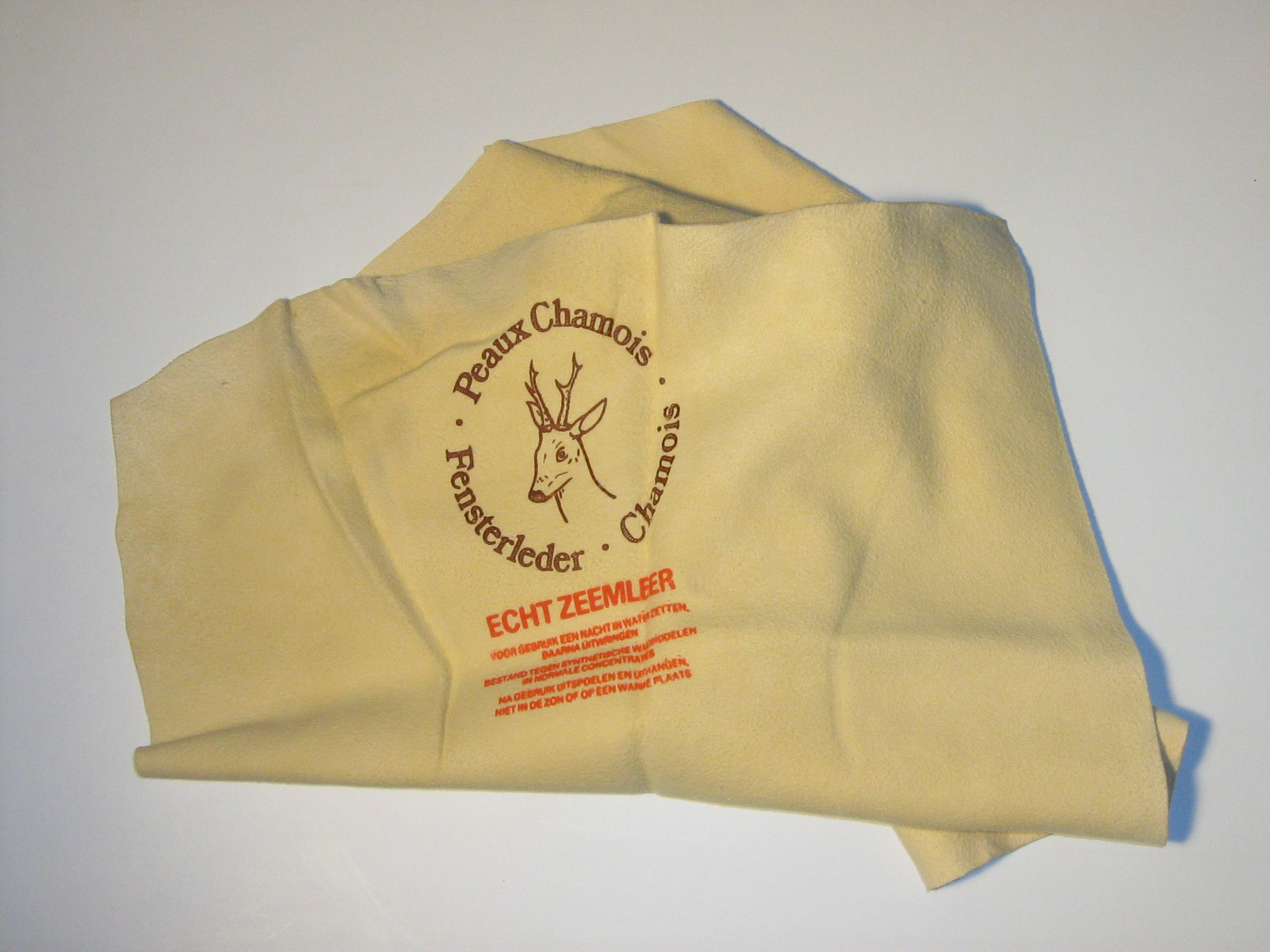
camussa natural, tot i que no és d’un “chamois”, sino d’un “Chevreuil”

## Gastronomia
La carn de l’isard és dura i fibrosa i, com totes les carns de caça, té poc greix. Per poder-la consumir cal fer-ne un tractament previ:
La carn de caça s'ha de deixar madurar durant uns dies en un indret fresc per aconseguir que s'estovi. Després s'haurà de cuinar de manera prolongada, estofada, per fer-ne un dels plats més característics, el civet d’isard:
Per començar s'haurà de marinar la carn, tallada a daus, submergint-la en un pot amb vi, a la nevera durant un parell de dies, juntament amb les herbes aromàtiques (ceba, porro, llorer, farigola, romaní, pastanaga, alls...). Un cop macerada la carn, reserveu el vi i les verdures.
Sofregiu la carn en una cassola de fang amb oli d'oliva. Retireu la carn, i en el mateix oli, afegiu les verdures marinades i feu un sofregit amb tomàquet ratllat.
Tot seguit podeu coure la carn, amb el vi usat a la maceració i el sofregit. S'ha de coure molta estona, a foc lent. Aneu afegint vi, aigua o brou a la cocció si fa falta.
Prepareu una picada al morter, amb ametlles, galetes Maria i una mica de xocolata negre ratllat que afegireu al final de la cocció, fent que quedi una salsa fosca i cremosa.